# Raveniopsis tomentosa
Raveniopsis tomentosa là một loài thực vật có hoa trong họ Cửu lý hương. Loài này được Gleason miêu tả khoa học đầu tiên năm 1939.